# Есаулка (деревня)
Есаулка — деревня в Новокузнецком районе Кемеровской области. Входит в состав Терсинского сельского поселения.

## География
Центральная часть населённого пункта расположена на высоте 251 метров над уровнем моря.

## Население
По данным Всероссийской переписи населения 2010 года, в деревне Есаулка проживает 57 человек (23 мужчины, 34 женщины).